# Coppa del mondo di triathlon del 1994
La Coppa del mondo di triathlon del 1994 (IV edizione) è consistita in una serie di dieci gare.
Tra gli uomini ha vinto per la terza volta consecutiva l'australiano Brad Beven. Tra le donne si è aggiudicata la coppa del mondo la neozelandese Jenny Rose.

## Risultati

### Classifica generale

#### Élite Uomini
| Pos. | Nome                 | Paese         |
| ---- | -------------------- | ------------- |
|      | Brad Beven           | Australia     |
|      | Andrew MacMartin     | Canada        |
|      | Philippe Fattori     | Francia       |
| 4    | Wes Hobson           | Stati Uniti   |
| 5    | Christoph Mauch      | Svizzera      |
| 6    | Markus Keller        | Svizzera      |
| 7    | Hamish Carter        | Nuova Zelanda |
| 8    | Jean-Claude Guichard | Svizzera      |
| 9    | Mark Bates           | Canada        |
| 10   | Nate Llerandi        | Stati Uniti   |

#### Élite donne
| Pos. | Nome             | Paese         |
| ---- | ---------------- | ------------- |
|      | Jenny Rose       | Nuova Zelanda |
|      | Gail Laurence    | Stati Uniti   |
|      | Sabine Westhoff  | Germania      |
| 4    | Katie Webb       | Stati Uniti   |
| 5    | Janet Hatfield   | Stati Uniti   |
| 6    | Marci Cantu      | Stati Uniti   |
| 7    | Rina Bradshaw    | Australia     |
| 8    | Melissa Mantak   | Stati Uniti   |
| 9    | Isabelle Mouthon | Francia       |
| 10   | Martha Sorenson  | Stati Uniti   |

### La serie
Amakusa - Giappone 
29 maggio 1998
| Pos. | Uomini          | Uomini    | Uomini   | Donne                | Donne         | Donne    |
| Pos. | Atleta          | Paese     | Tempo    | Atleta               | Paese         | Tempo    |
| ---- | --------------- | --------- | -------- | -------------------- | ------------- | -------- |
|      | Brad Beven      | Australia | 01:59:20 | Rina Bradshaw-Hill   | Australia     | 01:59:20 |
|      | Miles Stewart   | Australia | 02:01:37 | Sabine Graf-Westhoff | Germania      | 02:01:37 |
|      | Christoph Mauch | Svizzera  | 02:05:19 | Jenny Rose           | Nuova Zelanda | 02:05:19 |

Osaka - Giappone 
5 giugno 1994
| Pos. | Uomini               | Uomini    | Uomini   | Donne           | Donne         | Donne    |
| Pos. | Atleta               | Paese     | Tempo    | Atleta          | Paese         | Tempo    |
| ---- | -------------------- | --------- | -------- | --------------- | ------------- | -------- |
|      | Brad Beven           | Australia | 01:51:07 | Rina Bradshaw   | Australia     | 02:05:19 |
|      | Rainer Müller-Hörner | Germania  | 01:51:18 | Sabine Westhoff | Germania      | 02:05:40 |
|      | Christoph Mauch      | Svizzera  | 01:52:37 | Jenny Rose      | Nuova Zelanda | 02:06:21 |

Nendaz - Svizzera 
19 giugno 1994
| Pos. | Uomini         | Uomini        | Uomini   | Donne           | Donne         | Donne    |
| Pos. | Atleta         | Paese         | Tempo    | Atleta          | Paese         | Tempo    |
| ---- | -------------- | ------------- | -------- | --------------- | ------------- | -------- |
|      | Hamish Carter  | Nuova Zelanda | 02:10:01 | Sabine Westhoff | Germania      | 02:29:26 |
|      | Stephen Foster | Australia     | 02:12:21 | Jenny Rose      | Nuova Zelanda | 02:31:59 |
|      | Jim Riccitello | Stati Uniti   | 02:12:32 | Karen Smyers    | Stati Uniti   | 02:37:13 |

Whistler - Canada 
10 luglio 1994
| Pos. | Uomini           | Uomini   | Uomini   | Donne           | Donne       | Donne    |
| Pos. | Atleta           | Paese    | Tempo    | Atleta          | Paese       | Tempo    |
| ---- | ---------------- | -------- | -------- | --------------- | ----------- | -------- |
|      | Andrew MacMartin | Canada   | 01:48:06 | Sabine Westhoff | Germania    | 02:01:12 |
|      | Frank Clarke     | Canada   | 01:48:52 | Martha Sorenson | Stati Uniti | 02:03:28 |
|      | Christoph Mauch  | Svizzera | 01:49:34 | Melissa Mantak  | Stati Uniti | 02:05:23 |

Cleveland - Stati Uniti d'America 
7 agosto 1994
| Pos. | Uomini           | Uomini        | Uomini   | Donne         | Donne         | Donne    |
| Pos. | Atleta           | Paese         | Tempo    | Atleta        | Paese         | Tempo    |
| ---- | ---------------- | ------------- | -------- | ------------- | ------------- | -------- |
|      | Brad Beven       | Australia     | 01:48:52 | Karen Smyers  | Stati Uniti   | 02:03:13 |
|      | Hamish Carter    | Nuova Zelanda | 01:48:58 | Erin Baker    | Nuova Zelanda | 02:03:19 |
|      | Andrew MacMartin | Canada        | 01:48:59 | Rina Bradshaw | Australia     | 02:04:05 |

Wilkes-Barre - Stati Uniti d'America 
7 agosto 1994
| Pos. | Uomini           | Uomini        | Uomini   | Donne           | Donne         | Donne    |
| Pos. | Atleta           | Paese         | Tempo    | Atleta          | Paese         | Tempo    |
| ---- | ---------------- | ------------- | -------- | --------------- | ------------- | -------- |
|      | Brad Beven       | Australia     | 01:54:08 | Erin Baker      | Nuova Zelanda | 02:10:50 |
|      | Andrew MacMartin | Canada        | 01:54:09 | Martha Sorenson | Stati Uniti   | 02:12:27 |
|      | Hamish Carter    | Nuova Zelanda | 01:56:37 | Sabine Westhoff | Germania      | 02:12:41 |

Ilhéus - Brasile 
17 settembre 1994
| Pos. | Uomini         | Uomini    | Uomini   | Donne          | Donne       | Donne    |
| Pos. | Atleta         | Paese     | Tempo    | Atleta         | Paese       | Tempo    |
| ---- | -------------- | --------- | -------- | -------------- | ----------- | -------- |
|      | Oscar Galíndez | Argentina | 01:53:23 | Gail Laurence  | Stati Uniti | 02:07:51 |
|      | Leandro Macedo | Brasile   | 01:54:23 | Katie Webb     | Stati Uniti | 02:09:30 |
|      | Ariel Sarrigo  | Argentina | 01:55:42 | Janet Hatfield | Stati Uniti | 02:09:40 |

Gérardmer - Francia 
25 settembre 1994
| Pos. | Uomini           | Uomini    | Uomini   | Donne            | Donne         | Donne    |
| Pos. | Atleta           | Paese     | Tempo    | Atleta           | Paese         | Tempo    |
| ---- | ---------------- | --------- | -------- | ---------------- | ------------- | -------- |
|      | Brad Beven       | Australia | 01:51:36 | Jenny Rose       | Nuova Zelanda | 02:06:56 |
|      | Philippe Fattori | Francia   | 01:51:48 | Isabelle Mouthon | Francia       | 02:11:04 |
|      | Markus Keller    | Svizzera  | 01:53:40 | Gail Laurence    | Stati Uniti   | 02:11:43 |

San Sebastián - Spagna 
2 ottobre 1994
| Pos. | Uomini           | Uomini    | Uomini   | Donne               | Donne         | Donne    |
| Pos. | Atleta           | Paese     | Tempo    | Atleta              | Paese         | Tempo    |
| ---- | ---------------- | --------- | -------- | ------------------- | ------------- | -------- |
|      | Brad Beven       | Australia | 01:48:54 | Jenny Rose          | Nuova Zelanda | 02:04:56 |
|      | Andrew MacMartin | Canada    | 01:49:13 | Isabelle Mouthon    | Francia       | 02:07:02 |
|      | Philippe Fattori | Francia   | 01:51:06 | Virginia Berasategi | Spagna        | 02:08:09 |

Ixtapa - Messico 
30 ottobre 1994
| Pos. | Uomini           | Uomini      | Uomini   | Donne          | Donne         | Donne    |
| Pos. | Atleta           | Paese       | Tempo    | Atleta         | Paese         | Tempo    |
| ---- | ---------------- | ----------- | -------- | -------------- | ------------- | -------- |
|      | Brad Beven       | Australia   | 01:48:53 | Jenny Rose     | Nuova Zelanda | 02:05:27 |
|      | Spencer Smith    | Regno Unito | 01:49:01 | Katie Webb     | Stati Uniti   | 02:05:40 |
|      | Ricardo González | Messico     | 01:49:35 | Janet Hatfield | Stati Uniti   | 02:06:00 |